# Fulmarus
Fulmarus es un género de aves procelariformes perteneciente a la familia Procellariidae que incluye dos especies, una en cada hemisferio. El fulmar boreal (Fulmarus glacialis), propia del Hemisferio Boreal, vive en el océano Atlántico norte y del océano Pacífico norte y el océano Ártico, mientras que el fulmar austral (Fulmarus glacialoides) es propia del Hemisferio Austral y vive en los océanos del sur. Estas aves se parecen superficialmente a las gaviotas, pero no están emparentadas y son de hecho parientes de los petreles. La especie del norte es gris con blanco y un pico amarillo, midiendo entre 43 a 52 cm de largo y entre 101 y 117 de envergadura. La especie del sur tiene un tono plateado que se oscurece en las alas, de 45 a 50 cm de largo y de envergadura 115 a 120 cm.
Dos especies prehistóricas que han sido descritas gracias a huesos fósiles encontrados en la costa de California: Fulmarus miocaenus que vivió en el Mioceno medio y Fulmarus hammeri del Mioceno tardío.
Las dos especies actuales anidan en acantilados, empollando un solo huevo. A diferencia de muchos pájaros pequeños y medianos del orden Procellariiformes, no son ni criadores nocturnos ni utilizan madriguera; sus huevos los ponen en rocas o en depresiones del terreno acomodando material de plantas. Pueden eyectar un fétido aceite estomacal por sobre los dos metros de distancia, para repeler a los depredadores, el que puede inutilizar el plumaje de sus depredadores aéreos precipitándolos a tierra. Históricamente, los fulmares boreales anidan en St. Kilda, extendiéndose al norte de Escocia en el siglo XIX, y al resto de Reino Unido en 1930. Verbigracia, establecieron colonias en la Reserva Natural Fowlsheugh de Escocia, que se transformaron en áreas permanentes de anidación del fulmar boreal.
Son altamente pelágicos en temporada de cría, como muchos Procellariiformes, se alimentan de peces, aceite o entrañas. Estudios recientes en el mar del Norte los han mostrado especialmente susceptibles a los descartes plásticos. El hábitat de esta especie se ha incrementado enormemente en el último siglo presumiblemente debido a facilidad de encontrar alimento, sobre todo las entrañas de pescado desechados de los barcos pesqueros, pero paradójicamente podría declinar por la misma razón, la pesca indiscriminada está acabando con sus recursos alimenticios, sumado al cambio climático. El incremento de población ha sido especialmente notable en las islas británicas.
Como los petreles, su habilidad para caminar es limitada, pero son voladores expertos, contando con alas rígidas que le permiten planear y alcanzar altas velocidades. Viven una gran cantidad de tiempo, alcanzando comúnmente los 40 años.[cita requerida]

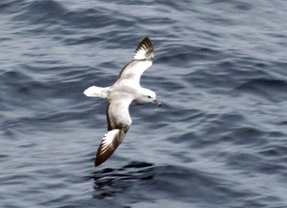
Fulmar austral en el pasaje de Drake.
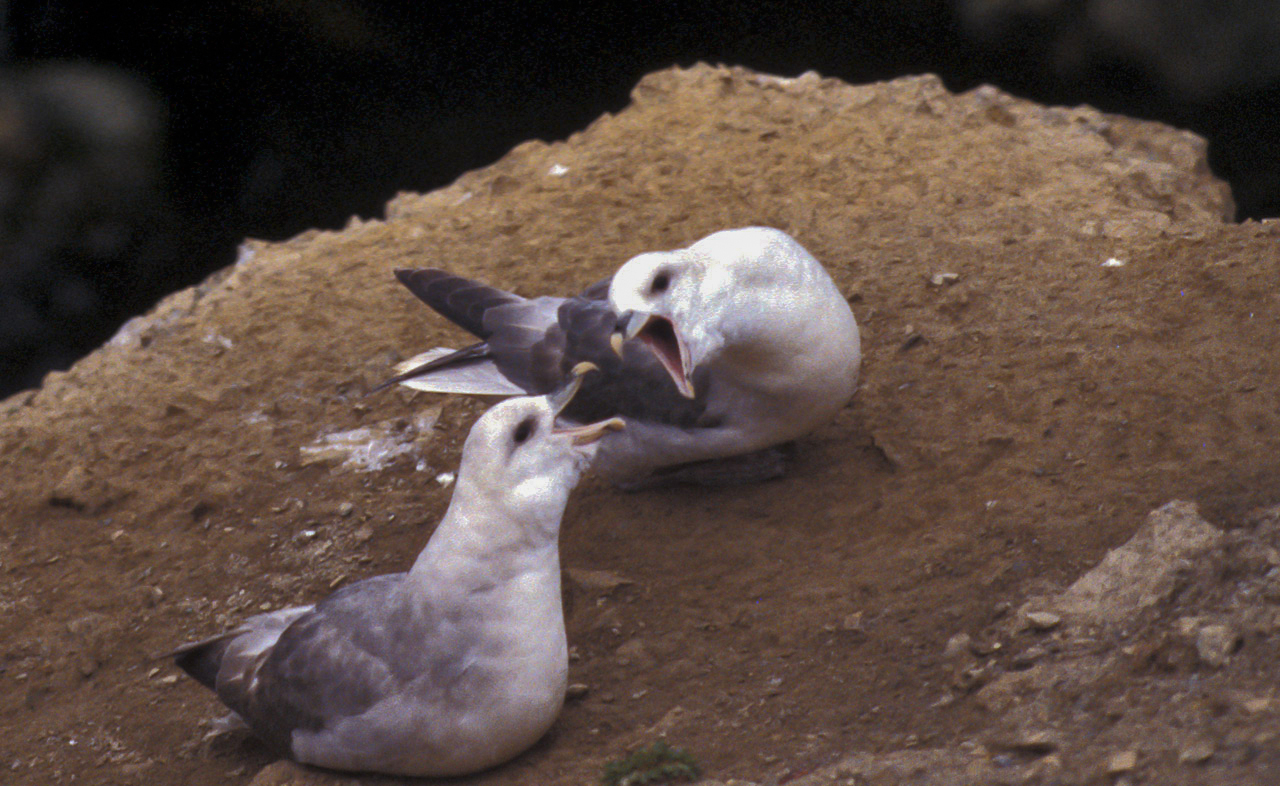
Fulmares boreales en Bjørnøya.
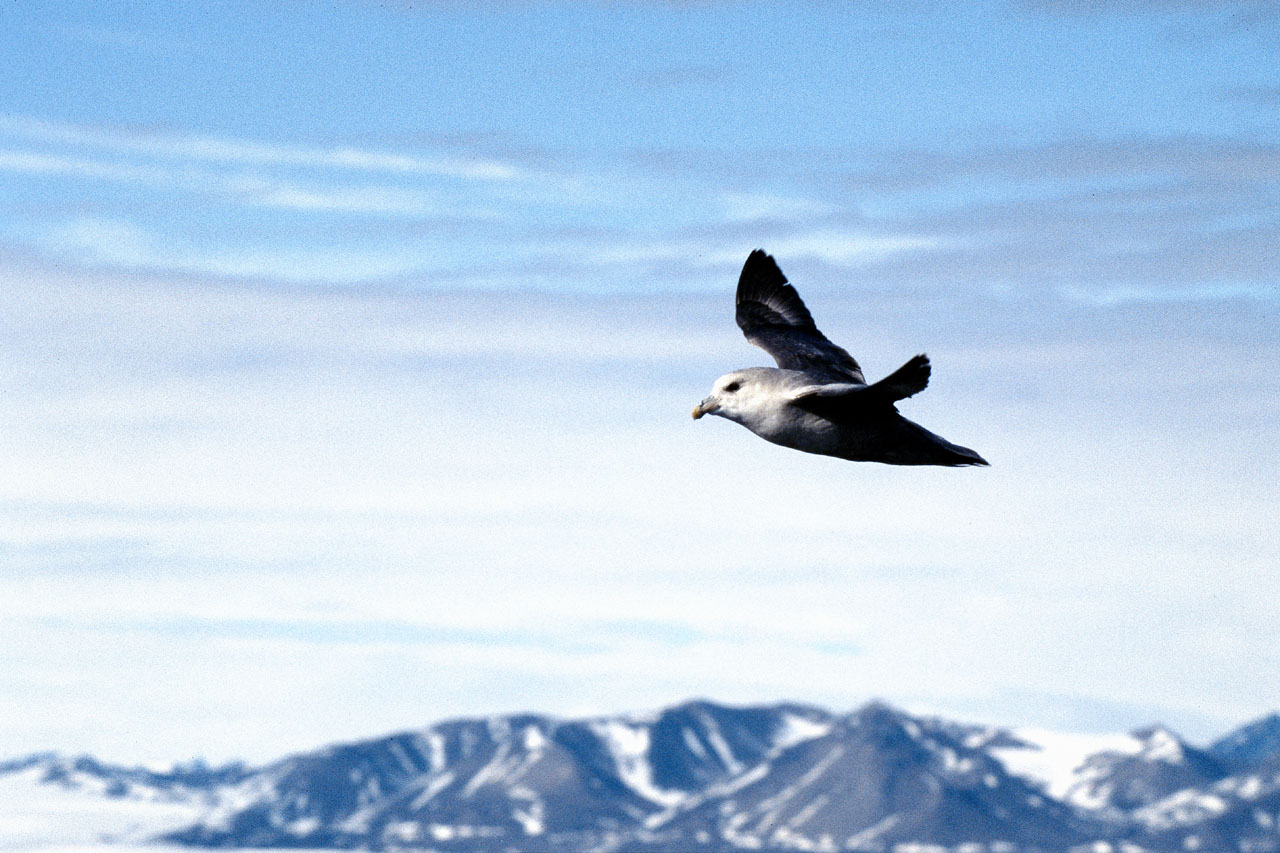
Fulmar boreal volando en Spitsbergen.
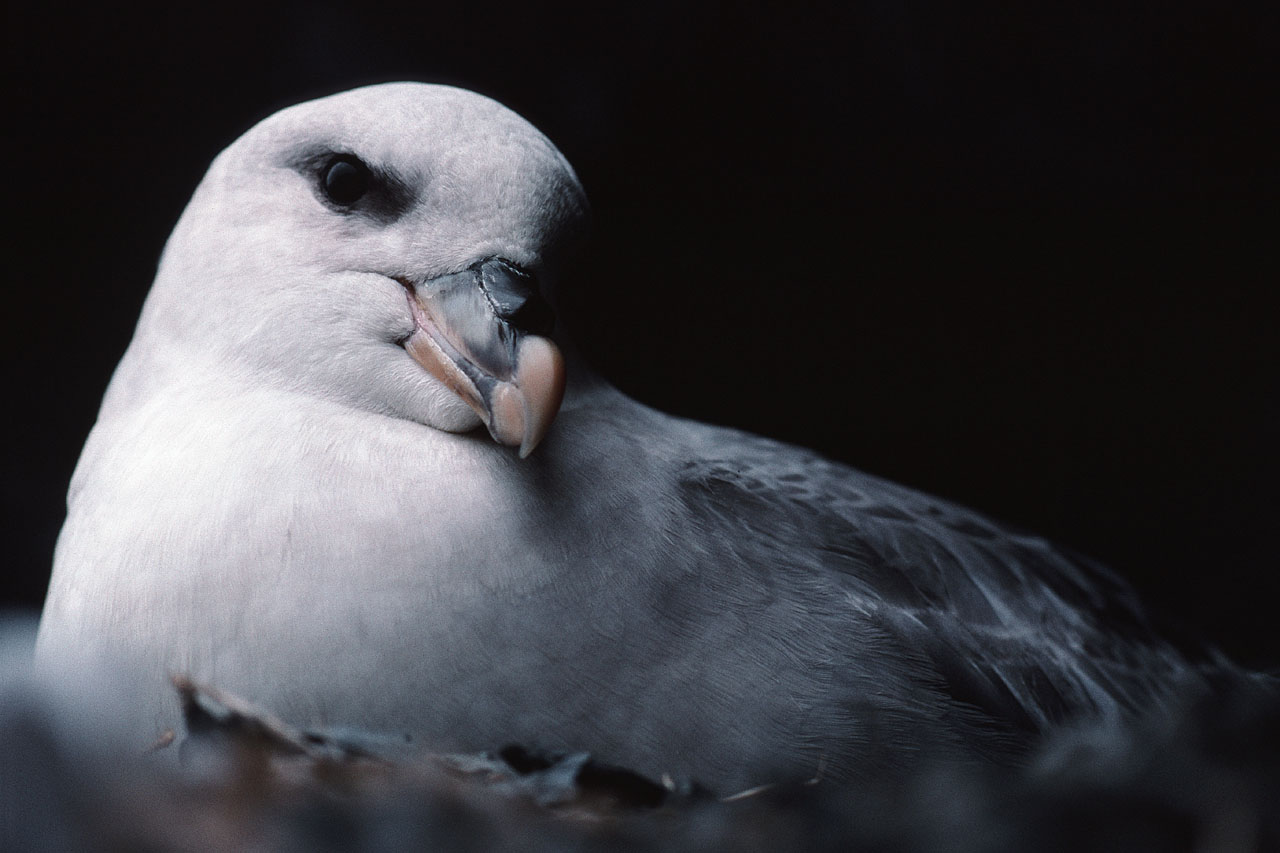
Fulmar boreal en Bjørnøya.
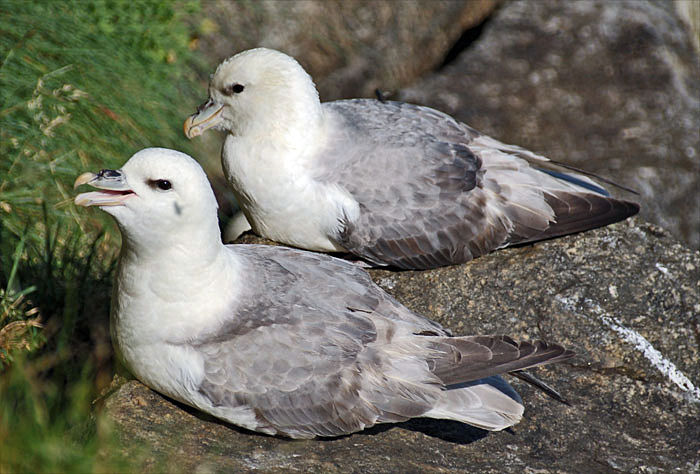
Fulmares boreales en Noruega.